# Kannamangala, Dod Ballapur
Kannamangala là một làng thuộc tehsil Dod Ballapur, huyện Bangalore Rural, bang Karnataka, Ấn Độ.